# Пальма-Джумейра

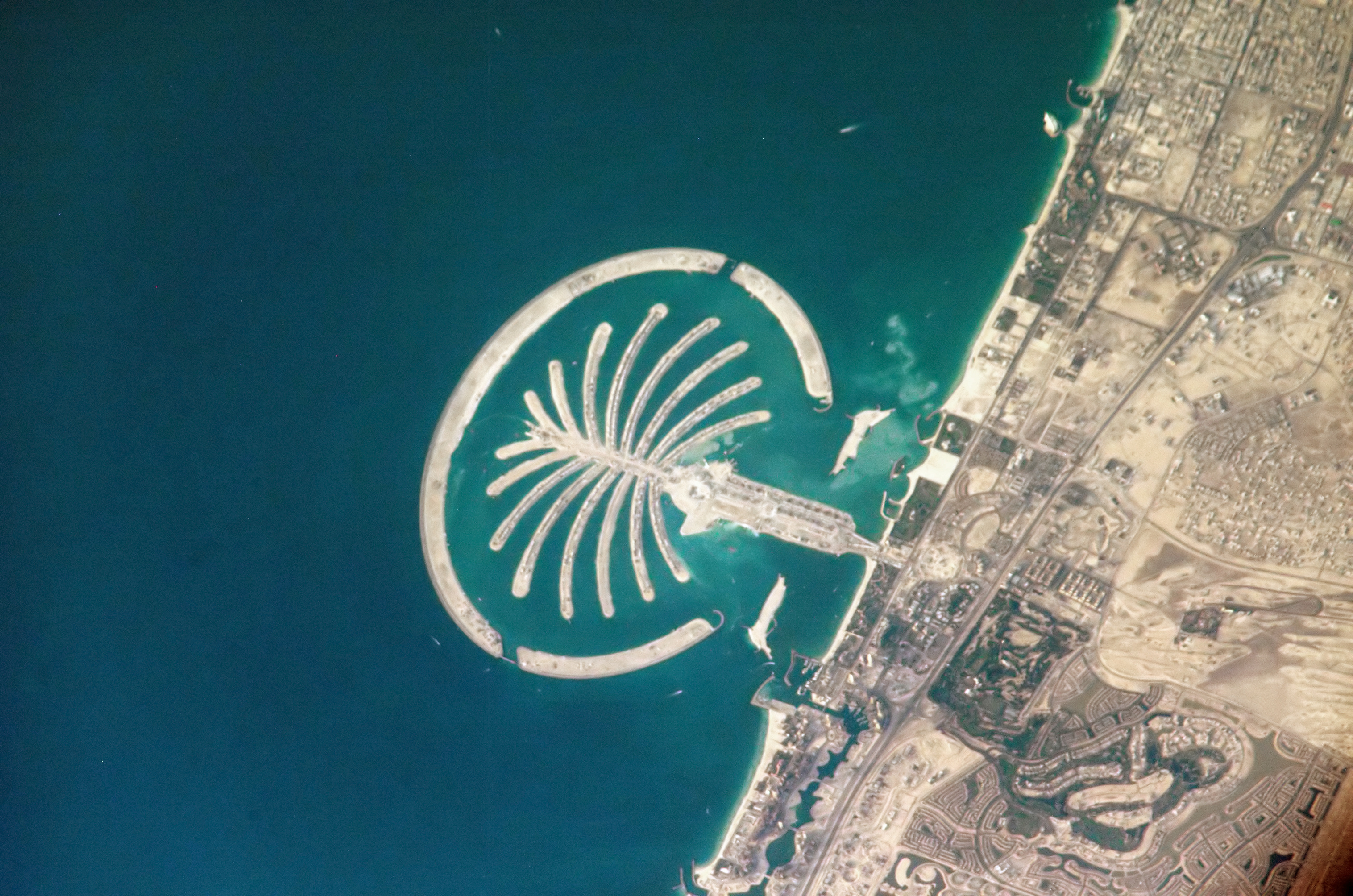

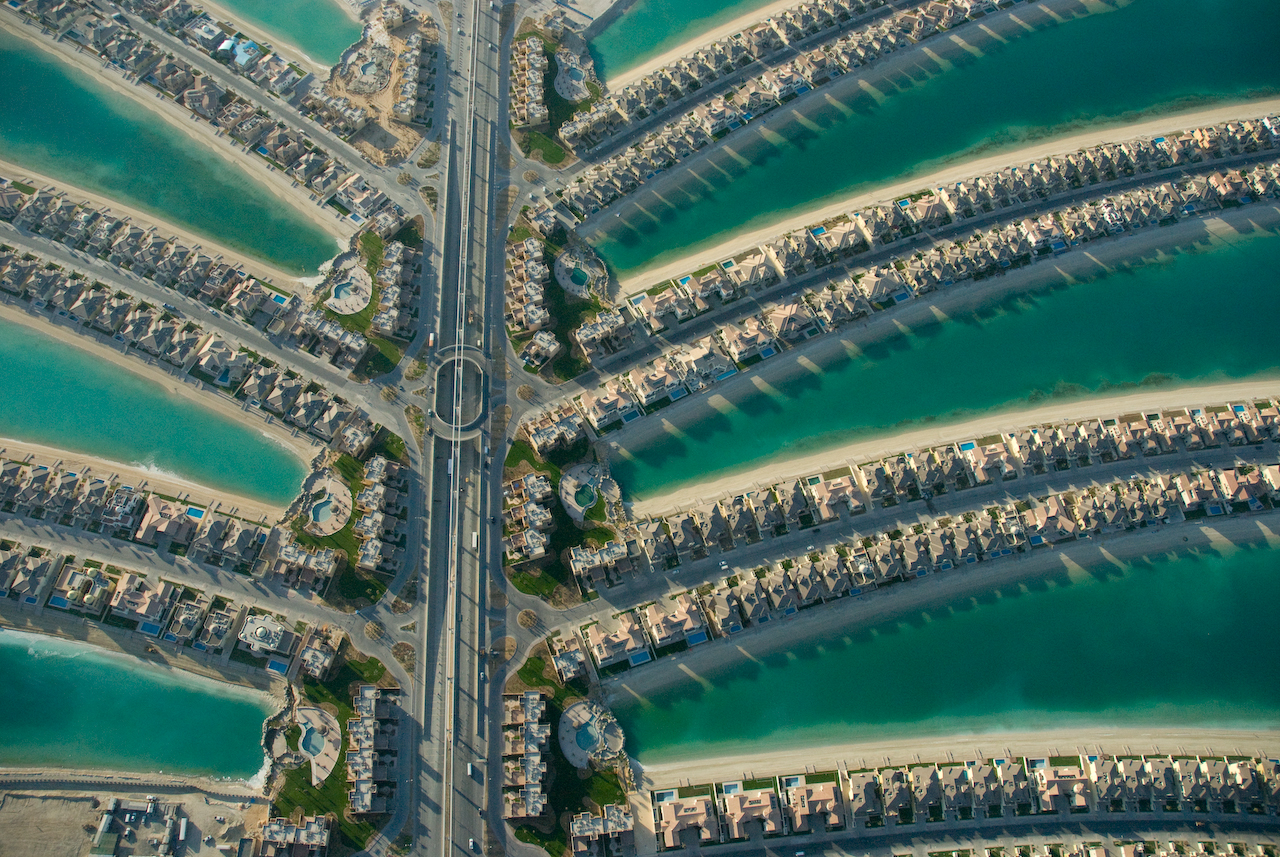

Пальма Джумейра (араб. نخلة الجميرة) — штучний острів, який знаходиться біля узбережжя Дубая в Об'єднаних Арабських Еміратах. Входить до складу островів Пальм.

## Опис
Будівництво острова розпочато в червні 2001 р. Наприкінці 2006 р. острів був поступово передано під забудову.
Це один з трьох островів під назвою Пальмові острови, які збільшують берегову лінію Дубая в цілому на 520 км.
Пальма Джумейра є найменшим і найоригінальнішим з трьох островів (Пальма Джумейра, Пальма Джебель Алі, Пальма Дейра).
Пальма Джумейра являє собою штучний острів у вигляді пальмового дерева. Воно складається зі «стовбура», 16 «листків», і «півмісяця», що оточує острів і формує 11-кілометровий хвилеріз. Розмір острова 5 км на 5 км і його загальна площа становить понад 800 футбольних полів. Острів пов'язаний з материком 300-метровим мостом, а півмісяць пов'язаний з верхівкою пальми підводним тунелем.

## Транспорт

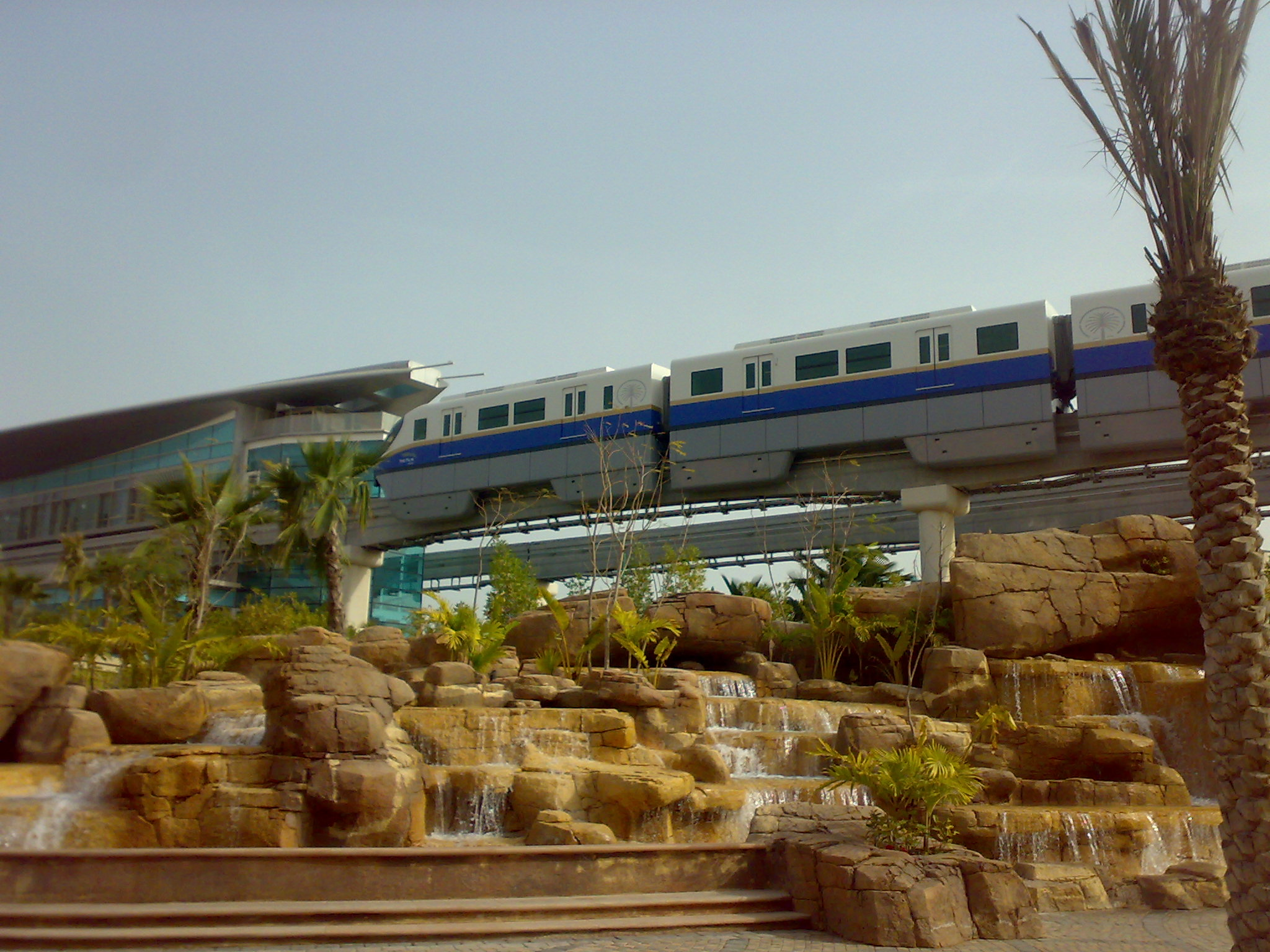
Потяг рухається по монорейковій дорозі

Острів з'єднаний з материком автомобільною дорогою. Унікальною є монорейкова дорога, яка починається від материка та простягається до готелю «Атлантіс». Вона розміщена на спеціальній естакаді, по ній рухається спеціальний потяг. Дорога була відкрита 30 квітня 2009 року. Це перша монорейкова дорога на Близькому Сході.

## Готелі та курорти
Острів має велику кількість готелів, курортів, а також приватних будинків. Готелями і курортами острова є:
- Rixos The Palm Dubai
- Готель «Атлантіс»,
- The Fairmont Palm Hotel & Resort,
- Kempinski Hotel & Residences,
- Royal Club, Dubai
- Oceana, The Palm Jumeirah
- Jumeirah Zabeel Saray
- Oceana Residence, Palm Jumeirah
- Tiara Residence
- One & Only The Palm
- Palm Jumeirah Residences
- Beach Apartments, Palm Jumeirah
- The Residences, Palm Jumeirah

## Ресурси Інтернету
- Інтерактивна панорама Пальми Джумейра з вертольота
- Вікісховище має мультимедійні дані за темою:  Пальма Джумейра